# Anania flavomarginalis
Anania flavomarginalis is een vlinder van de familie van de grasmotten (Crambidae). De wetenschappelijke naam van deze soort is voor het eerst voorgesteld als Algedonia flavomarginalis door Koen Maes in een publicatie uit 2005.
De soort komt voor in Kenia.